# Unité socialiste
 (mars 2024).
Si vous disposez d'ouvrages ou d'articles de référence ou si vous connaissez des sites web de qualité traitant du thème abordé ici, merci de compléter l'article en donnant les références utiles à sa vérifiabilité et en les liant à la section « Notes et références ».

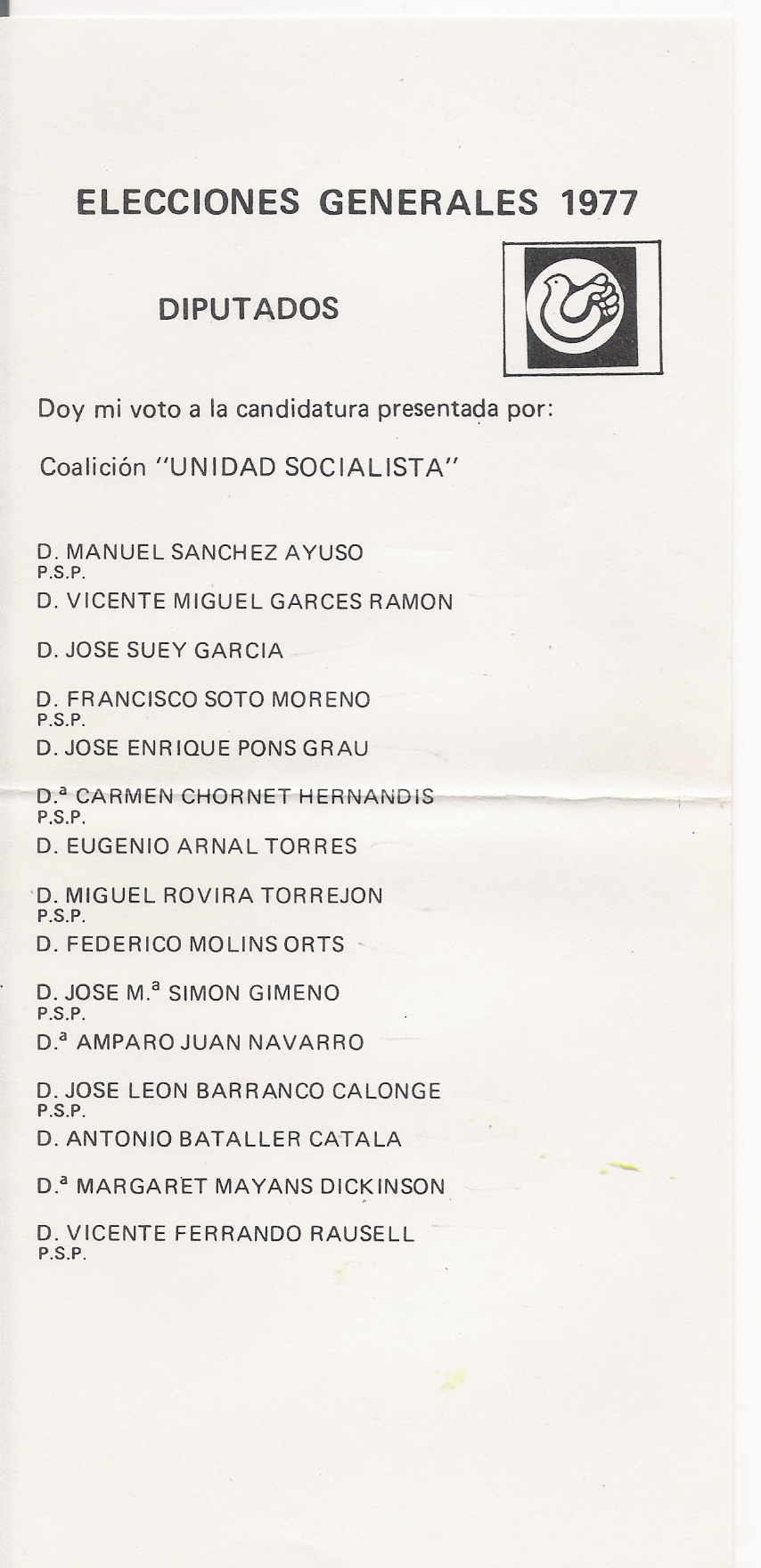
Présentation de la liste de coalition

Unité Socialiste est le nom d'une coalition électorale formée pour les élections générales espagnoles de 1977 au Congrès des députés par le Parti socialiste populaire (PSP), d'Enrique Tierno Galván et la Fédération des Partis Socialistes (FPS). Au sein de cette coalition, la composante FPS accueillait le Parti socialiste d'Andalousie (Alejandro Rojas-Marcos), le Parti socialiste d'Aragon (Emilio Gastón), le Parti socialiste autonome des Canaries, le Parti socialiste de la région de Murcie, le Parti socialiste des Iles (Majorque) et le Mouvement socialiste de Minorque et une partie du Parti socialiste du Pays valencien. 

## Résultats électoraux
Pour le Sénat, la coalition n'était présente que dans certaines circonscriptions, tandis que le PSP était intégrée dans d'autres candidatures pluralistes de gauche auxquelles le PSOE participait.
Les résultats électoraux de la coalition dans son ensemble n'ont pas été ceux attendus. L'Unité socialiste a remporté 816 582 voix au Congrès (4,46%), ce qui lui a permis d'obtenir six sièges, dont cinq pour le PSP (trois pour Madrid, Enrique Tierno Galván, Raúl Morodo et Donato Fuejo, un pour Cadix, Esteban Caamaño, et un autre pour Valence, Manuel Sánchez Ayuso) et un pour le Parti socialiste d'Aragon (pour Saragosse, Emilio Gastón). Au Sénat, il a obtenu deux sénateurs, tous deux de la PSP (à Madrid et à Alicante).